# Skit du Saint-Esprit
Le skit du Saint-Esprit est un monastère orthodoxe situé dans le Bois du Fay au Mesnil-Saint-Denis dans le département des Yvelines (France). Il a été fondé par des moines russes en 1938.

## Présentation
Il s'agit d'un lieu monastique russe orthodoxe construit en 1938.
Le skit comprend une église, constituée en fait de trois églises accolées, couverte d'un dôme de couleur verte et de bulbes colorés en bleu.  
Le skit du Saint-Esprit a été choisi par l'exarque de l'Église orthodoxe russe, Vladimir, pour célébrer en 1988 le millénaire du baptême de la Russie.
On peut y admirer la tradition byzantine à travers l'église, les fresques et les icônes peintes par le père Grégoire Krug (1907-1969), considéré comme l’un des plus grands iconographes du XXe siècle.
On peut le visiter en groupe, sur réservation.